# Henri Poitras
Henri Poitras (* 11. Juni 1896 in Montreal; † 1. August 1971 in Montreal) war ein kanadischer Schauspieler und Dramatiker.
Poitras studierte Schauspiel am Conservatoire Lassalle bei dessen Gründer Eugène Lassalle und seiner Frau Louise Darcey. Er war Soldat im Ersten Weltkrieg und begann danach seine Laufbahn als Schauspieler. Mit Jeanne Demons, Antoinette Giroux, Raoul Lery und Lise Bonheur gründete er die Schauspieltruppe Jeanne-Emons, die am Family Theatre auftrat. Als guter Sänger und Tänzer erhielt er Rollen bei der Société canadienne d'opérette und den Variétés lyriques, außerdem wirkte er an Hörspielproduktionen des Rundfunks (Rue Principale, Le Curé de village) mit.
Einige Zeit war er Co-Direktor des Théâtre Impérial, dann gründete er das Théâtre du Rire. Dort führte er mehr als fünfzig eigene einaktige Komödien auf, die allerdings nie im Druck erschienen. Seit den 1940er Jahren wurde Poitras auch als Filmschauspieler bekannt. Mit dem Werk des Schriftstellers Claude-Henri Grignon war er durch die Rolle des Jambe-de-bois verbunden, die er in der Fernseh- und Rundfunkproduktion Un homme et son péché und in Les belles histoires des Pays d’en haut (bei Radio Canada) verkörperte. 
Einige Zeit unterrichtete er am Conservatoire Lasalle.  Seine Laufbahn als Schauspieler beendete er mit der Rolle des Pantaléon Veilleux in der Fernsehserie Le petit monde du Père Gédéon. Poitras war mit der Schauspielerin Lucie Plante verheiratet.

## Filmographie
- La dame aux camélias (1942, Regie: Gratien Gélinas)
- Fridolinons (1945, Regie: Roger Blais)
- La forteresse (1947, Regie: Fédor Ozep)
- Whispering City (1946, Regie: Fédor Ozep)
- Un homme et son péché (1949, Regie: Paul Gury)
- Docteur Louise / On ne triche pas avec la vie (1949, Regie: Paul Vandenberghe und René Delacroix)
- Séraphin (1950, Regie: Paul Gury)
- Tit-Coq (1952, Regie: René Delacroix und Gratien Gélinas)
- Au chenal du moine (1957, Fernsehserie)
- Les belles histoires des pays d'en haut (1957–1970, Fernsehserie)
- Le petite monde du père Gédéon (1960, Fernsehserie)